# Théâtre de l'Étoile (Champs-Élysées)
En 1923, le théâtre de l'Étoile est édifié au 136, avenue des Champs-Élysées (8e arrondissement) par Alphonse Franck, directeur du théâtre Édouard-VII.
Repris en 1924 par les directeurs du Grand-Guignol, Camille Choisy et Jacques Jouvin, il est transformé en dancing l'année suivante, avant d'être démoli pour faire place à un immeuble de bureaux en 1926.

## Spectacles représentés
- 1923 : L'Accroche-cœur, de Sacha Guitry (du 20 décembre 1923 au 17 février 1924, 70 représentations)[2],[3]
- 1924 : Le Mariage de Fredaine, d'André Picard (du 21 février au 27 avril)[4]
- 1924 : Revue de Printemps, de Sacha Guitry (du 5 mai au 24 novembre, 145 représentations)[5],[6]
- 1924 : Les Amants légitimes, d'Ambroise Janvier et Marcel Ballot (du 8 décembre 1924 au 1er février 1925, 56 représentations)[7],[8]
- 1925 : Pouche, d'Henri Hirschmann (à partir du 25 février)[9]